# Светих тринаест Кипарских монаха из манастира Кантаре
Светих тринаест Кипарских монаха из манастира Кантаре су хришћански светитељи и мученици пострадали 1231. године. Њихова су имена ова: игуман Јован, монаси: Варнава, Генадије, Герасим, Герман, Теогност, Теоктист, Јеремија, Конон, Марко и остали
Православна црква помиње Светих тринаест Кипарских монаха 19. маја (1. јуна.). 
Кантарски мученици, њих тринаест православних монаха из манастира Кантара на Кипру, прогоњени су и погубљени маја 1231. године на захтев папе Гргура IX и под управом његовог изасланика Андреја. После инквизиционог суђења због одбијања употребе бесквасног хлеба за евхаристију, они су затворени, мучени, а затим живи спаљени. Један од њих је умро у затвору пре погубљења.
Житије о њиховом мучеништву је делимично је описано у хагиографском тексту из 1270-их под називом Повест о тринаест мученика.

## Историја
Догађај и погубљење тринаест монаха делимично су познати кроз текст написан око 1270. године, који се зове „Повест о тринаест мученика“, као и кроз писма која су размењивали цариградски патријарх Герман II и Папа Гргур IX, где су помињали овај догађај. Каснији доминикански извори су такође помињали те догађаје, посебно критикујући тринаест монаха.
Осим ових извора, у литератури тог периода постоје и друге релативно бројна помињања. Догађај и мучеништво историчари сматрају историјским, иако се сами хагиографски описи понекад могу довести у питање.

### Позадина
Након што је Ричард Лављег Срца освојио Кипар из руку византијског узурпатора Исака Комнена са Кипра, након низа догађаја, он је продао острво Гију од Лузињану. Након успостављања Краљевине Кипар, успостављена је паралелна римокатоличка верска хијерархија уз већ постојећу православну хијерархију. Уз помоћ краљевске власти и уз подршку више  папа, они су кренули у кампању преобраћења, верских притисака и борби за власт усмерену на православне заједнице на острву.
Помогло им је присилно прогонство већине православних епископа са острва, остављајући обично само православне манастире у првом плану, међу којима су се истицали манастир Макаирас и манастир Кантара, да се одупру окупаторској и папској власти.
Гргур IX је био познат као посебно бескомпромисан и насилан папа; 1231. године, исте године када су умрли монаси, издао је булу „Екскоммуникатус“, којом је потврдио да је казна за јеретике била смрт.

### Прогон и погубљења
Папа Гргур IX предузео је мере да покатоличи острво; наредио је да се не даје никакав положај никоме ко не признаје латинску праксу и његову власт. Након тога, он је послао доминиканског изасланика Андреја на острво, који је водио политику прогона против православног становништва.
Између 1231. и 1233. године, православно свештенство Кипра задесило је низ прогона. Конкретно, тринаест монаха из манастира Кантара је прогоњено због одбијања да користе бесквасни хлеб за Евхаристију. Овај елемент указује да је главна тачка сукоба било, пре свега, литургијско питање. Они су били подвргнути инквизиционом суђењу због јереси, а затим су били затворени на три године по налогу високог суда Краљевства, састављеног од франачких барона и римокатоличког свештенства.
Монаси су накнадно мучени, бар једном јавно Један од њих је подлегао мућењу у затвору.
Пошто се нису прихватили папску власт, папа Гргур IX је лично наложио римокатоличком архиепископу острва, Евсторгу, да их сматра јеретицима и они су потом убијени тако што су живи спаљени. Погубљење је извршено у мају 1231. године. Њихове мошти су затим помешане са костима животиња да би се избегло стварање реликвија.

### Последице
Цариградски патријарх Герман II послао је писмо папи Гргуру IX у коме је истакао његову и одговорност Хенрија Кипарског за погубљења. Папа је одговорио да су они „шизматици“, али је пристао да се повуче по питању употребе бесквасног хлеба.
Смрт мученика послужила је као катализатор народног негодовања, које је расло и тражило одбацивање латинских власти које су окупирале острво и њихове римокатоличке верске хијерархије. Конкретно, Повест о тринаест мученика упоређује римокатоличке инквизиторе са јеврејским првосвештеницима који прогоне Исуса Христа, Хенрија Кипарског са Понтијем Пилатом, и доминиканца Андрију са Кајафом. Међу народом Кипеа, то је учврстило православну позицију, са овим мученицима као примером, и тако су постали чвршћи у свом православном учењу.
Манастири су постали центри православног отпора на острву, а тензије су остале насилне и затегнуте између две заједнице све до 1260. године када је папа Александар IV издао Булу Циприа. Ово је тражило позицију коегзистенције, иако је у великој мери фаворизовала Римокатоличку цркву, и донекле је помогло да се ублаже тензије.